# Conjunt del carrer Major (Cubelles)
El Conjunt del carrer Major és una obra de Cubelles (Garraf) inclosa a l'Inventari del Patrimoni Arquitectònic de Catalunya.

## Descripció
Carrer que va des de l'església parroquial fins a una de les sortides de la vila. Cases de planta baixa i dos pisos, en la seva majoria.
Conviuen diferents llenguatges arquitectònics, entre els que sobresurten els populars i algunes construccions del segle xix. Té també una font datada l'any 1880. Aquest carrer divideix dues parts de la vila. És un carrer d'una gran activitat i zona comercial i administrativa.

## Història
El carrer Major constitueix juntament amb el carrer de Colom, l'eix principal del nucli antic de Cubelles, presidit per l'església de Santa Maria i pel castell.